# 나탈주

나탈주의 위치

나탈주(영어: Province of Natal, 아프리칸스어: Natalprovinsie)는 1910년 5월부터 1994년 4월까지 존재했던 남아프리카 공화국의 주로 주도는 피터마리츠버그였다.

나탈주의 문장

## 역사
1910년 5월 31일에 나탈 식민지가 남아프리카 연방에 편입되면서 신설되었다. 설립 당시에는 영어를 구사하는 영국계 백인 인구가 다수를 차지했던 주였다. 1960년에 남아프리카 연방이 공화정으로 전환할 것인지의 여부를 묻기 위해 실시된 국민투표에서는 반대 표가 높게 나온 유일한 주였는데 이는 군주주의, 반공화주의, 친영연방, 분리주의 성향이 강했기 때문이다.
1981년에는 남아프리카 공화국 정부로부터 제한된 자치권을 받은 흑인들을 위한 반투스탄인 콰줄루(KwaZulu)가 나탈주에서 분리되어 신설되었다. 1980년대 말에는 아파르트헤이트 정책 폐지를 요구하는 시위 과정에서 연이은 폭력 사태가 벌어졌는데 1994년 남아프리카 공화국 총선거를 계기로 종식될 수 있었다. 1994년 4월 27일에 유색 인종이 처음으로 참여한 남아프리카 공화국 총선거를 계기로 아파르트헤이트 정책이 폐지됨에 따라 나탈주는 콰줄루 반투스탄과 함께 콰줄루나탈주를 형성하게 되었다.

## 같이 보기
- 줄루 왕국
- 나탈리아 공화국
- 나탈 식민지
- 콰줄루나탈주